# Leslie Mann
Leslie Jean Mann (São Francisco, 26 de março de 1972) é uma atriz americana, conhecida por suas participações em filmes de comédia, muitos dos quais em colaboração com seu marido, Judd Apatow.

## Biografia
Mann nasceu em São Francisco, na Califórnia, e foi criada por sua mãe, uma corretora de imóveis. Formou-se na Escola Superior Corona del Mar.
Começou sua carreira com 17 anos, aparecendo em comerciais de televisão. Em 1995, foi escolhida após uma seleção entre 500 candidatas para seu primeiro papel num grande filme, The Cable Guy (br: O Pentelho), de 1996. Também atuou na série adolescente Freaks & Geeks, produzida por seu marido. Desde então, apareceu em filmes como She's the One, George of the Jungle, Big Daddy, Stealing Harvard, The 40-Year-Old Virgin, Knocked Up, Drillbit Taylor e 17 Again. Em 2009, Mann voltou a atuar com seu companheiro no filme Big Daddy, Adam Sandler, e Seth Rogen, que havia atuado com ela em Knocked Up, no filme Funny People. Mann está escalada para atuar ao lado de Elizabeth Banks em What Was I Thinking?, baseado no livro de Barbara Davilman e Liz Dubelman.
Mann também atuou como dubladora na série de animação Allen Gregory, no papel da professora de segundo grau do personagem-título.

### Vida pessoal

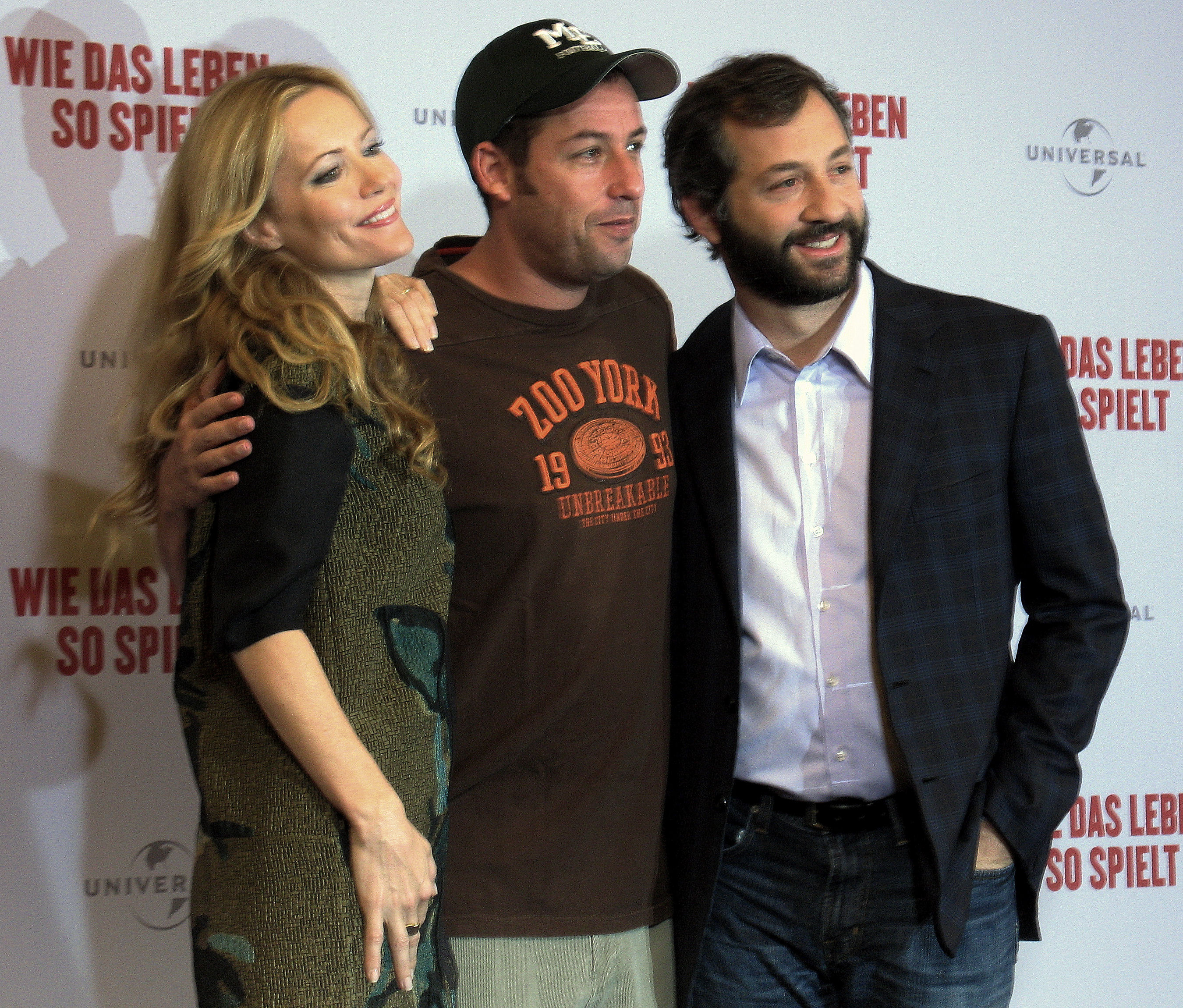
Mann, Adam Sandler e Judd Apatow em Berlim (2009).

Mann é casada com o produtor Judd Apatow, com quem tem duas filhas, Iris e Maude. Conheceram-se durante as filmagens de The Cable Guy (1996), que ele co-escreveu e produziu. Tanto Iris quanto Maude apareceram em Knocked Up e Funny People, dois filmes dirigidos por Apatow, interpretando justamente as filhas de Mann.

## Carreira
| Ano  | Título                    | Título em português                                       | Papel                              | Obs.                               |
| ---- | ------------------------- | --------------------------------------------------------- | ---------------------------------- | ---------------------------------- |
| 1991 | Virgin High               |                                                           | Garota "Squiggle"                  |                                    |
| 1996 | Bottle Rocket             | br: Pura Adrenalina pt: Roda Livre                        | Garota da associação de estudantes | Não-creditada                      |
| 1996 | Cosas que nunca te dije   |                                                           | Laurie                             |                                    |
| 1996 | She's the One             | br: Nosso Tipo de Mulher                                  | Connie                             |                                    |
| 1996 | Last Man Standing         |                                                           | Wanda                              |                                    |
| 1996 | The Cable Guy             | br: O Pentelho pt: O Melga                                | Robin Harris                       |                                    |
| 1997 | George of the Jungle      | br: George, o Rei da Floresta pt: George - O Rei da Selva | Ursula Stanhope                    |                                    |
| 1999 | Big Daddy                 | O paizão                                                  | Corinne Maloney                    |                                    |
| 1999 | Freaks and Geeks          |                                                           | Srta. Foote                        |                                    |
| 2000 | Timecode                  |                                                           | Cherine                            |                                    |
| 2001 | Perfume                   |                                                           | Camille                            |                                    |
| 2002 | Orange County             |                                                           | Krista                             |                                    |
| 2002 | Stealing Harvard          |                                                           | Elaine Warner                      |                                    |
| 2005 | The 40-Year-Old Virgin    | br: O Virgem de 40 anos pt: Virgem aos 40 Anos            | Nicky                              |                                    |
| 2007 | Knocked Up                | br: Ligeiramente Grávidos pt: Um Azar do Caraças          | Debbie                             |                                    |
| 2008 | Drillbit Taylor           |                                                           | Lisa Zachey                        |                                    |
| 2009 | 17 Again                  | br: 17 Outra Vez pt: 17 Anos, Outra Vez!                  | Scarlett O’Donnell (adulta)        |                                    |
| 2009 | Funny People              | br: Tá Rindo do Quê? pt: Gente Engraçada                  | Laura                              |                                    |
| 2009 | Shorts                    | br: A Pedra Mágica                                        | Mom Thompson                       |                                    |
| 2010 | I Love You Phillip Morris | br: O Golpista do Ano                                     | Debbie                             |                                    |
| 2011 | Rio                       |                                                           | Linda                              | Voz                                |
| 2011 | Looney Tunes: Zoo Madness |                                                           | Samantha Bruno                     |                                    |
| 2011 | Allen Gregory             |                                                           | Gina                               | Voz                                |
| 2011 | Little Birds              |                                                           | Margaret Hobart                    |                                    |
| 2011 | Modern Family             |                                                           | Katie                              | 3ª temporada, episódio "Treehouse" |
| 2011 | The Change-Up             | br: Eu Queria Ter a Sua Vida                              | Jamie                              |                                    |
| 2012 | This Is 40                | br: Bem-vindo aos 40                                      | Debbie                             |                                    |
| 2012 | ParaNorman                |                                                           | Sandra Babcock                     | Voz                                |
| 2013 | The Bling Ring            | br: Bling Ring: A Gangue De Hollywood                     | Laurie                             |                                    |
| 2014 | The Other Woman           | br: Mulheres ao Ataque                                    | Kate King                          |                                    |
| 2014 | Rio 2                     |                                                           | Linda                              | Voz                                |